# 宇津井健
宇津井健（1931年10月24日—2014年3月14日），日本東京都出身的日本演員。千叶县立千叶高等学校毕业、早稻田大学第一文学部演劇专业中途退学。1953年步入影坛，次年加入新东宝影业公司，拍过该公司的超级巨人。1965年进军电视界，在此后的二十年间参与了大部分紅色系列电视剧集的演出，以“山口百惠的父亲”的形象深入人心。中国大陆观众最熟悉的形象是他在电视连续剧《血疑》中饰演的大岛茂。他还主演了播出时间二十年的《冷暖人間》，以及其它大量影视作品。
2014年3月14日下午6時5分因多年肺气肿病，在名古屋市的医院中因呼吸困难去世。